# Flugblätter der Weißen Rose

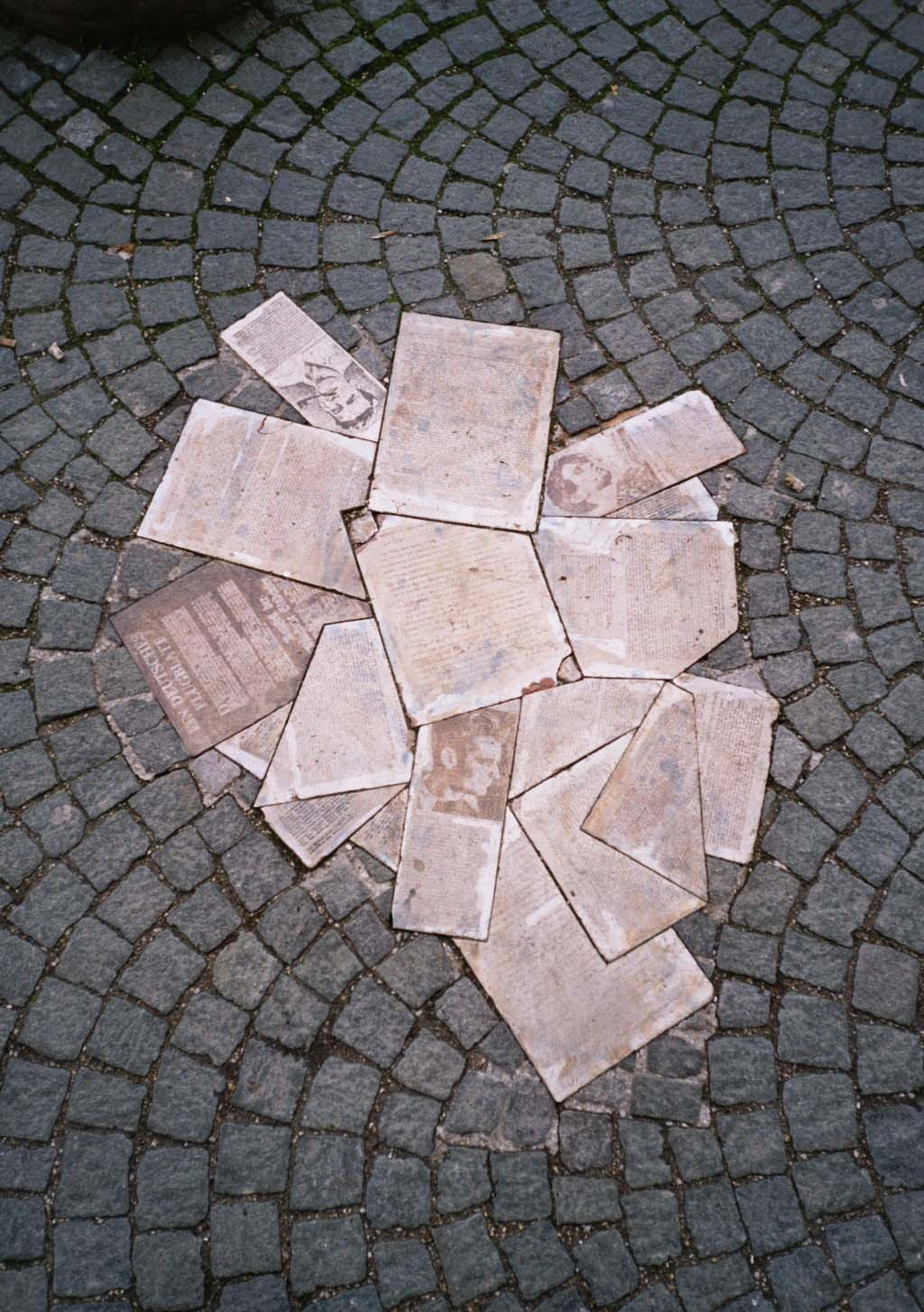
Mahnmal für die „Weiße Rose“ mit modellierten Flugblättern vor der Ludwig-Maximilians-Universität München

Die sechs Flugblätter der Weißen Rose wurden 1942 und 1943 geschrieben und verteilt.

## Die Flugblätter

### Die ersten vier Flugblätter
Die ersten vier Flugblätter wurden zwischen dem 27. Juni und dem 12. Juli 1942 von Hans Scholl und Alexander Schmorell verfasst.
Scholl und Schmorell betonen darin die politische Verantwortung der „deutsche[n] Intelligenz“ und fordern die Adressaten auf, ihrer moralischen Pflicht zum Widerstand nachzukommen. Zitate von Schiller und Goethe im ersten, Laozi im zweiten und aus der Politik des Aristoteles im dritten, dem Buch der Sprüche und Novalis im vierten Flugblatt unterstützen die Argumente, sprechen aber auch gezielt Personen mit höherem Bildungsgrad an. Die Autoren zeigen die Wahrscheinlichkeit einer militärischen Niederlage Deutschlands im Zweiten Weltkrieg auf, die sie aber als Bedingung für einen Neuanfang sehen.
Die ersten vier Flugblätter wurden anonym in einer Auflage von jeweils ca. 100 Stück mit der Post an ausgewählte Personen in München und Umgebung verschickt. Im Gestapo-Verhör behauptete Alexander Schmorell, er und Hans Scholl hätten für die Verbreitung der ersten Flugblätter aus Telefon- und Adressbüchern „ziemlich wahllos“ Adressen herausgeschrieben. Sie hätten Adressen eines Personenkreises ausgesucht, „der allem Anschein nach für unsere Sache sympathisieren würde“. Die Kosten hätten sie sich geteilt.

### Das fünfte Flugblatt
Das fünfte Flugblatt wurde womöglich von Hans Scholl entworfen und von Kurt Huber überarbeitet. Er erschien Ende Januar 1943.
Die erste Zeile des Flugblatts lautete: „Flugblätter der Widerstandsbewegung in Deutschland.“ Darunter eine zweite Zeile in Sperrschrift: „Aufruf an alle Deutsche!“ Laut der Weiße Rose Stiftung sollte der Titel den Eindruck erwecken, „dass sich in Deutschland bereits eine große, zusammenhängende Opposition gegen die NS-Diktatur entwickelt habe“.
Das fünfte Flugblatt wurde in einer Auflage von 6000 bis 9000 Stück erstellt. Es wurde nicht nur in München, sondern auch in sechs anderen Städten in Süddeutschland und Österreich per Post verteilt, nämlich auch in Augsburg, Ulm, Stuttgart, Salzburg, Linz und Wien. Schmorell sagte im Verhör, man habe die Adressen aus den im Deutschen Museum ausliegenden Adressbüchern anderer Städte abgeschrieben. Am 25. Januar 1943 fuhr Sophie Scholl mit rund 2000 Flugblättern in einem Schnellzug nach Augsburg. Rund 250 Flugblätter, die bereits kuvertiert und mit Augsburger Adressen versehen waren, warf sie in Augsburg in zwei Postbriefkästen. Mit den restlichen Flugblättern fuhr sie weiter nach Ulm und übergab sie dort an Hans Hirzel. Hirzel, seine Schwester Susanne und sein Schulfreund Franz Müller (vgl. Ulmer Abiturientengruppe) verschickten diese Flugblätter anschließend in Ulm und Stuttgart. Schmorell fuhr nach eigener Aussage zwischen dem 27. und 29. Januar 1943 mit dem Zug nach Österreich, um Portokosten zu sparen. Er habe die Flugblätter in einem Koffer bei sich gehabt und sie in Salzburg, Linz und Wien in die Post gegeben.

### Das sechste Flugblatt
Das sechste Flugblatt richtete sich an Studenten. Der von patriotischer Leidenschaft durchzogene Appell des Flugblatts stammte von Kurt Huber. Hans Scholl und Alexander Schmorell änderten den Text an der Stelle, an der Huber zum Eintritt in die „herrliche Wehrmacht“ aufforderte.
Ende Januar 1943 ging die Schlacht von Stalingrad mit der Kapitulation der gesamten 6. Armee für das Deutsche Reich verloren. Stalingrad bedeutete eine entscheidende Wende im Verlauf des Zweiten Weltkriegs und führte zum verstärkten Widerstand in den von Deutschland besetzten europäischen Ländern. Der Großteil der deutschen Bevölkerung war durch diese Nachricht verunsichert. Im Kongresssaal des Deutschen Museums kam es anlässlich der 470-Jahr-Feier der Münchner Universität am 13. Januar zu spontanen Studentenprotesten gegen die mit Beleidigungen gegen angebliche „Drückeberger“ und vulgären Anspielungen gegen die anwesenden Studentinnen durchsetzte Rede des Gauleiters von München-Oberbayern Paul Giesler. Empört verließen die jungen Menschen, in der Mehrzahl Soldaten in Uniform, darunter Kriegsversehrte, den Saal und durchbrachen die Polizeisperren. Angeführt von einem hochdekorierten Leutnant in Uniform befreite eine Gruppe bereits festgenommene Kommilitoninnen aus den Händen der Polizei. Die Ereignisse beflügelten die Mitglieder der Weißen Rose zu verstärktem Aktivismus. Die Bekanntgabe des Endes der Kämpfe um Stalingrad gab den Anstoß zu ihrem sechsten Flugblatt mit der Überschrift „Kommilitoninnen! Kommilitonen!“.
Vom sechsten Flugblatt wurden ca. 800–1200 Exemplare hergestellt und teilweise verschickt. Alexander Schmorell sagte im Verhör aus, er selbst, Scholl und Graf hätten „einige Tage vor dem 16. Februar“ mit dem Druck dieses letzten veröffentlichten Flugblatts begonnen. Die Adressen hätten sie einem „älteren Studentenverzeichnis […] wahllos“ entnommen. Als die Briefumschläge nicht mehr ausreichten, habe man die Blätter einfach gefaltet, frankiert und „in den späten Abendstunden des 15. Februar bei verschiedenen Postämtern aufgegeben“. Der Historiker Hans Günter Hockerts konnte durch akribische Quellenforschung rekonstruieren, dass Hans Scholl bereits zwischen dem 12. und dem 14. Februar auf die Idee kam, einen großen Teil der Auflage des Flugblatts in der Universität auszulegen. Als er seiner Schwester das Vorhaben mitteilte, habe Sophie Scholl darauf bestanden, dabei mitzumachen, weil sie sich als Widerstandskämpferin auszeichnen wollte. Am 18. Februar legten die Geschwister die Flugblätter in der Universität aus. Zuletzt stieß Sophie Scholl von einem oberen Stockwerk aus einen Stapel Flugblätter in den Lichthof. Der Pedell Jakob Schmid beobachtete die Szene und hielt die Geschwister Scholl fest. Die Aktion endete mit der Verhaftung der Geschwister Scholl durch die Gestapo.
Helmuth James Graf von Moltke, der eine führende Rolle im Kreisauer Kreis einnahm, legte das sechste Flugblatt einem Bericht über die Ereignisse in München bei, den er Bischof Eivind Berggrav in Oslo übergab. Von dort aus wurde das Flugblatt in Skandinavien und Großbritannien bekannt. Die Royal Air Force nutzte es zur Beeinflussung der deutschen Bevölkerung. Sie ergänzte den Text mit einem erläuternden Vorspann und dem Titel „Ein deutsches Flugblatt“; der originale Text des Flugblatts beginnt in dieser Version unter der Überschrift „Manifest der Münchner Studenten“. Im Juli 1943 warfen britische Flugzeuge mehrere Millionen Exemplare über Berlin, Dortmund, Düsseldorf, Köln, Münster und Weimar ab. Der Widerstand der Weißen Rose war somit vielen Deutschen schon während des Krieges bekannt.

### Entwurf für ein siebtes Flugblatt
Einen handschriftlichen Entwurf für ein siebtes Flugblatt hatte Christoph Probst verfasst. Hans Scholl hatte ihn bei seiner Verhaftung am 18. Februar 1943 bei sich.

## Ziele

### Aufruf zum Widerstand
Hauptziel der Flugblätter ist es, die Notwendigkeit zum Widerstand aufzuzeigen und zu begründen.

„Leistet passiven Widerstand – Widerstand – wo immer ihr auch seid, verhindert das Weiterlaufen dieser atheistischen Kriegsmaschine, ehe es zu spät ist, ehe die letzten Städte ein Trümmerhaufen sind, gleich Köln, und ehe die letzte Jugend des Volkes irgendwo für die Hybris eines Untermenschen verblutet ist. Vergeßt nicht, daß ein jedes Volk diejenige Regierung verdient, die es erträgt!“

„Bis zum Ausbruch des Krieges war der größte Teil des deutschen Volkes geblendet, die Nationalsozialisten zeigten sich nicht in ihrer wahren Gestalt, doch jetzt, da man sie erkannt hat, muß es die einzige und höchste Pflicht, ja heiligste Pflicht eines jeden Deutschen sein, diese Bestien zu vertilgen!“

Konkret solle sich der Widerstand in Sabotage äußern, „in rüstungs- und kriegswichtigen Betrieben, Sabotage in allen Versammlungen, Kundgebungen, Festlichkeiten, Organisationen, die durch die nat.soz. Partei ins Leben gerufen werden.“

### Freiheit und geistige Erneuerung
Im dritten und vierten Flugblatt fordern die Verfasser, Hans Scholl und Alexander Schmorell, einen gerechten und freiheitlichen Staat, als dessen Voraussetzung sie eine tief greifende Erkenntnis und Sühne der Schuld sehen, welche das deutsche Volk auf sich geladen habe. Konkreter werden Scholl und Schmorell in den ersten vier Flugblättern nicht.

„Obgleich wir wissen, daß die nationalsozialistische Macht militärisch gebrochen werden muß, suchen wir eine Erneuerung des schwerverwundeten deutschen Geistes von innen her zu erreichen. Dieser Wiedergeburt muß aber die klare Erkenntnis aller Schuld, die das deutsche Volk auf sich geladen hat, und ein rücksichtsloser Kampf gegen Hitler und seine allzuvielen Helfershelfer, Parteimitglieder, Quislinge usw. vorausgehen.“

Im fünften Flugblatt, verfasst von Hans Scholl und redigiert von Kurt Huber, werden „Freiheit der Rede, Freiheit des Bekenntnisses, Schutz des einzelnen Bürgers vor der Willkür verbrecherischer Gewaltstaaten“ als „Grundlagen des neuen Europa“ gefordert. Dieses Flugblatt richtete sich „an alle Deutschen“.
Das sechste, von Kurt Huber verfasste Flugblatt spricht mit „Kommilitoninnen! Kommilitonen!“ den engeren Kreis der Münchener Studentenschaft an. Angesichts der verheerenden Niederlage bei Stalingrad sei der „Tag der Abrechnung gekommen“:

„Im Namen der ganzen deutschen Jugend fordern wir von dem Staat Adolf Hitlers die persönliche Freiheit, das kostbarste Gut des Deutschen zurück, um das er uns in der erbärmlichsten Weise betrogen hat. […]
Deutsche Studentinnen haben an der Münchner Hochschule auf die Besudelung ihrer Ehre eine würdige Antwort gegeben, deutsche Studenten haben sich für ihre Kameradinnen eingesetzt und standgehalten. Das ist ein Anfang zur Erkämpfung unserer freien Selbstbestimmung, ohne die geistige Werte nicht geschaffen werden können. […]
Auch dem dümmsten Deutschen hat das furchtbare Blutbad die Augen geöffnet, das sie im Namen von Freiheit und Ehre der deutschen Nation in ganz Europa angerichtet haben und täglich neu an richten. Der deutsche Name bleibt für immer geschändet, wenn nicht die deutsche Jugend endlich aufsteht, rächt und sühnt zugleich, seine Peiniger zerschmettert und ein neues, geistiges Europa aufrichtet. Studentinnen! Studenten! Auf uns sieht das deutsche Volk! Von uns erwartet es, wie 1813 die Brechung des Napoleonischen, so 1943 die Brechung des nationalsozialistischen Terrors aus der Macht des Geistes.“

Kurt Huber setzt gedanklich den studentischen Widerstand gegen Hitler gleich mit den studentischen Freikorps aus den Befreiungskriegen gegen Napoleon. Dem Jahr der Niederlage in Stalingrad, 1943, stellt er das Jahr des Sieges in der Völkerschlacht bei Leipzig, 1813, gegenüber und rechtfertigt so den Widerstand aus einer eher deutsch-nationalen und speziell akademischen Sicht: Geistige Erneuerung durch Rückbesinnung auf die nationale Tradition.

### Zukünftige staatliche Ordnung
In den ersten vier Flugblättern äußern sich Scholl und Schmorell eher allgemein zu den Grundlagen staatlicher Ordnung, die sie aus dem Naturrecht ableiten:

„Wir wollen hier nicht urteilen über die verschiedenen möglichen Staatsformen, die Demokratie, die konstitutionelle Monarchie, das Königtum usw. Nur eines will eindeutig und klar herausgehoben werden: jeder einzelne Mensch hat einen Anspruch auf einen brauchbaren und gerechten Staat, der die Freiheit des einzelnen als auch das Wohl der Gesamtheit, sichert. Denn der Mensch soll nach Gottes Willen frei und unabhängig im Zusammenleben und Zusammenwirken der staatlichen Gemeinschaft sein natürliches Ziel, sein irdisches Glück in Selbständigkeit und Selbsttätigkeit zu erreichen suchen.“

Im fünften Flugblatt, verfasst von Hans Scholl und redigiert von Kurt Huber, werden die Ideen zur zukünftigen politischen und gesellschaftlichen Ordnung konkreter: Das Flugblatt fordert eine föderalistische Ordnung sowohl in Deutschland als auch in Europa. Die europaweite wirtschaftliche Vernetzung gewährleiste auf der Ebene des Staates wie auch der Einzelperson gleichen Zugang zu Gütern. Die Weiße Rose Stiftung weist auf Parallelen zur Atlantik-Charta von 1941 hin. Ein „vernünftiger Sozialismus“ solle die Arbeiterschaft aus der „niedrigste[n] Sklaverei“ befreien. Auch wenn die konkrete Ausgestaltung dieser Idee im Vagen bleibt, weitet sich der Blick der Weißen Rose im fünften Flugblatt auf „alle Deutschen“.

„Der imperialistische Machtgedanke muß, von welcher Seite er auch kommen möge, für alle Zeit unschädlich gemacht werden. Ein einseitiger preußischer Militarismus darf nie mehr zur Macht gelangen. Nur in großzügiger Zusammenarbeit der europäischen Völker kann der Boden geschaffen werden, auf welchem ein neuer Aufbau möglich sein wird. Jede zentralistische Gewalt, wie sie der preußische Staat in Deutschland und Europa auszuüben versucht hat, muß im Keime erstickt werden. Das kommende Deutschland kann nur föderalistisch sein. Nur eine gesunde föderalistische Staatenordnung vermag heute noch das geschwächte Europa mit neuem Leben zu erfüllen. Die Arbeiterschaft muß durch einen vernünftigen Sozialismus aus ihrem Zustand niedrigster Sklaverei befreit werden. Das Truggebilde der autarken Wirtschaft muß in Europa verschwinden. Jedes Volk, jeder einzelne hat ein Recht auf die Güter der Welt!
Freiheit der Rede, Freiheit des Bekenntnisses, Schutz des einzelnen Bürgers vor der Willkür verbrecherischer Gewaltstaaten, das sind die Grundlagen des neuen Europa.“

## Herstellung
Mitglieder der Weißen Rose mussten die zur Herstellung nötigen Geräte privat beschaffen. Im Gestapo-Verhör gab Alexander Schmorell zu Protokoll, dass er von seinem Schulkameraden Michael Pötzel unter einem Vorwand eine Schreibmaschine der Firma Remington ausgeliehen habe, um die Flugblätter zu schreiben. Im Sommer 1942 habe er bei der Münchener Firma Baier einen Matrizendrucker gekauft – nach Hans Scholls Verhörprotokoll war es ein „Vervielfältiger mit Handabzug der Firma Greif für 32 RM“. Man habe in vier Serien jeweils etwa 100 Drucke hergestellt.

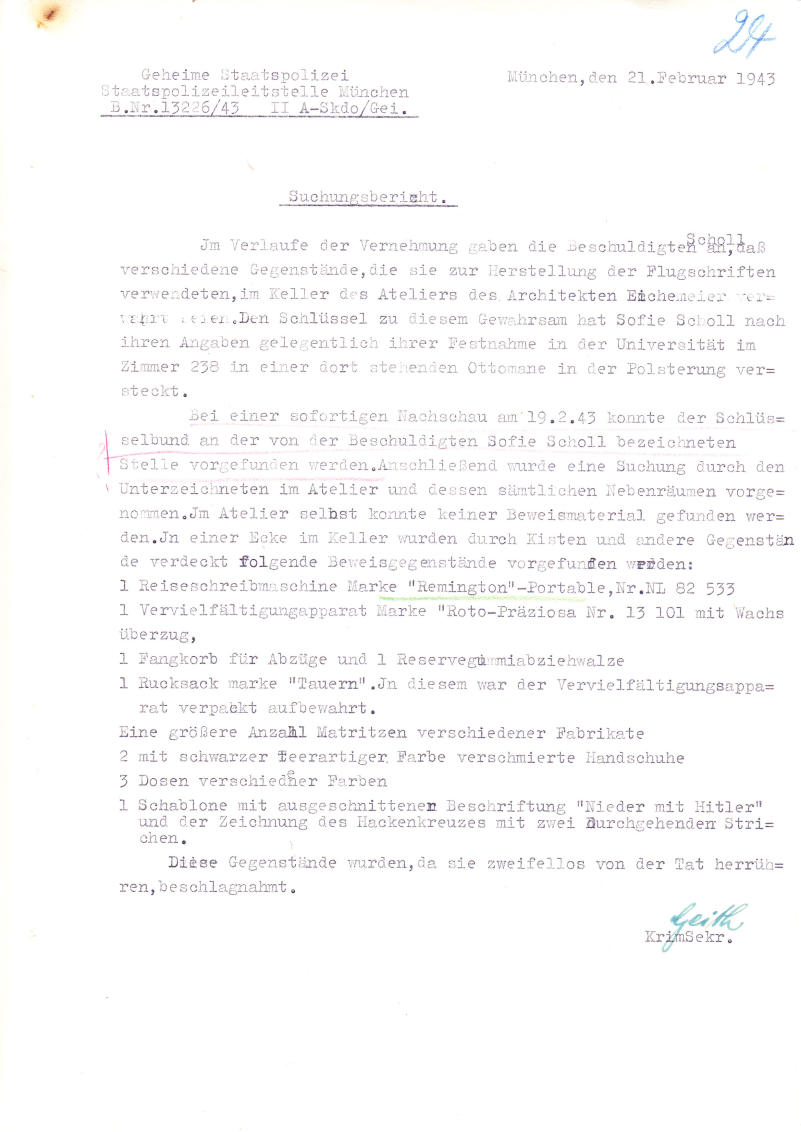
Bericht der Gestapo vom 21. Februar 1943 zu der Durchsuchung, bei der die Schreibmaschine und das Kopiergerät gefunden wurden

Das fünfte Flugblatt „Aufruf an alle Deutsche!“ wurde wiederum auf der Remington-Schreibmaschine geschrieben. Diesmal sollten tausende Abzüge hergestellt werden. Der bislang verwendete Matrizendrucker reichte dafür nicht aus. Scholl gab zu Protokoll, er habe die Maschine wieder an den Händler zurückverkauft und bei der gleichen Firma ein leistungsfähigeres Gerät, einen gebrauchten „Roto-Preziosa-Apparat“, Fabr. Nr. 13101, für 240 RM gekauft. Das Geld habe er von Schmorell erhalten. Dies war vermutlich eine schützende Behauptung. Nach Elisabeth Hartnagels Erinnerung stellte Sophie Scholls Freund Fritz Hartnagel auf deren Bitte hin das Geld und einen Bezugsschein mit Kompaniestempel für eine Druckmaschine zur Verfügung.
Auch für das sechste Flugblatt wurden die Remington-Schreibmaschine und der Vervielfältigungsaparat verwendet. Nach der Herstellung der Kopien wurden diese Geräte im Keller des Gebäudes Leopoldstraße 38 versteckt. In dem Gebäude befand sich das Atelier des Architekten Manfred Eickemeyer, in dem auch Treffen der Weißen Rose stattfanden. Hans und Sophie Scholl gaben im Verhör das Versteck preis. Die Gestapo durchsuchte das Gebäude am 19. Februar 1943 und fand die im Keller versteckten Geräte.
Jeder Schritt bei der Herstellung und Verbreitung der Flugblätter war gefährlich, nicht nur der Kauf der Geräte. Auch mit dem Kauf von Matrizenblättern, Papier, Briefumschlägen und Briefmarken in auffällig großen Mengen konnte man sich schnell verdächtig machen. Der Transport von Flugblättern mit der Bahn war ebenfalls riskant. In Zügen gab es Personen- und Gepäckkontrollen; Soldaten brauchten für Reisen über 50 km eine Genehmigung oder einen Marschbefehl. Dennoch gelang es Willi Graf, zweimal ohne Erlaubnis nach Saarbrücken zu fahren, einmal sogar mit einer Druckmaschine.